# Ơ
Ơ, ơ — одна з 12 голосних літер в'єтнамської абетки. Позначає звук ɤ (Неогублений голосний заднього ряду високо-середнього піднесення).
Як і більшість питомо в'єтнамських літер, Ơ підтримується не у всіх шрифтах та часто замінюється на o+ чи o*. Конвенційна система VIGR для запису в'єтнамської символами ASCII передає літеру як o+.
На в'єтнамській розкладці клавіатури Windows Ơ знаходиться на місці української ї (англійської o).
Через тональність в'єтнамської мови літера може також мати будь-яку з п'яти додаткових позначок тону:
- Ờ ờ
- Ớ ớ
- Ở ở
- Ỡ ỡ
- Ợ ợ

## Кодування
| Система         | Unicode | VISCII |
| --------------- | ------- | ------ |
| Велика літера Ơ | U+01A0  | B4     |
| Мала літера ơ   | U+01A1  | BD     |
| Ờ               | U+1EDC  | 96     |
| ờ               | U+1EDD  | B6     |
| Ớ               | U+1EDA  | 95     |
| ớ               | U+1EDB  | BE     |
| Ở               | U+1EDE  | 97     |
| ở               | U+1EDF  | B7     |
| Ỡ               | U+1EE0  | B3     |
| ỡ               | U+1EE1  | DE     |
| Ợ               | U+1EE2  | 94     |
| ợ               | U+1EE3  | FE     |